# Timema
Timema es un género de insectos palo robustos y de cuerpo relativamente corto nativos del oeste de Estados Unidos, y el único miembro existente de la familia Timematidae. El género fue descrito en 1895 por Samuel Hubbard Scudder, basado en observaciones de la especie Timema californicum.
En comparación con otros insectos palo (orden Phasmatodea), el género Timema se considera basal; es decir, la primera «rama» que se apartó del árbol filogenético que incluye a todos los Phasmatodea. Para enfatizar este estado de grupo externo, todos los insectos palo no incluidos en Timema a veces se describen como Euphasmatodea.
Cinco de las veintiuna especies de Timema son partenogenéticas, incluidas dos especies que no han tenido reproducción sexual durante un millón de años, el período asexual más largo conocido para cualquier insecto.

## Descripción
Las especies de Timema difieren de otras Phasmatodea en que sus tarsos tienen tres segmentos en lugar de cinco. Para el caso de los insectos palo, tienen cuerpos relativamente pequeños y robustos, por lo que se parecen un poco a las tijeretas (orden Dermaptera).

## Coloración críptica y camuflaje
Los insectos palo timema son comedores nocturnos que pasan el día descansando sobre las hojas o la corteza de las plantas de las que se alimentan. Los colores de Timema (principalmente verde, gris o marrón) y los patrones (que pueden ser rayas, escamas o puntos) coinciden con su fondo típico, una forma de cripsis.